# Ирония судьбы в Голливуде
«Ирония судьбы в Голливуде» (англ. About Fate) — американский комедийный фильм 2022 года режиссёра Марюса Вайсберга и сценариста Тиффани Полсен, ремейк советской картины «Ирония судьбы, или С лёгким паром!» Эльдара Рязанова. Главные роли в нём сыграли Эмма Робертс, Томас Манн, Бритт Робертсон, Мэделин Петш, Уэнди Мэлик, Шерил Хайнс и Льюис Тан.

## Сюжет
Риелтор Марго Хейс и адвокат Гриффин Рид живут в Бостоне в очень похожих домах. В канун Нового года они планируют покончить с одинокой жизнью: Марго ожидает, что ей сделает предложение её парень Кип, а Гриффин собирается подарить кольцо своей девушке Клементине. Следуя традиции, Гриффин в предновогодний день встречается с друзьями в бане, там сильно напивается, друзья грузят его в такси и называют по ошибке адрес Марго. Он входит в дом и ложится спать. Марго, вернувшись домой, обнаруживает в своей постели незнакомого голого мужчину. В этот самый момент к ней приходит Кип и решает, что она ему изменяет. Происходит разрыв.
Поскольку Марго планировала пойти с Кипом на свадьбу своей сестры, она уговаривает Гриффина составить ей компанию (к тому же с Кипом её родные не знакомы). Героев подвозит случайно встреченная пожилая пара, живущая в счастливом браке больше полувека. Старики дают молодым людям добрые советы, рассказывают историю своего знакомства, женщина меняется с Марго пальто на удачу: её розовое пальто когда-то помогло ей снова обрести свою любовь. На церемонию приходит и Кип, так что обман раскрывается. Марго мирится с Кипом, но продолжает думать о Гриффине. Она приходит к нему домой, чтобы вернуть забытую сумку, и герои начинают целоваться. В этот момент появляется Клементина, Марго спешно уходит.
На следующий день, 1 января, Гриффин встречается в закусочной со своими родителями. Те пытаются утешить сына, убеждая, что он ещё найдёт свою любовь. Внезапно Гриффин замечает розовое пальто. Он видит Марго, и герои соединяются в поцелуе.

## В ролях
- Эмма Робертс — Марго Хейс
- Томас Манн — Гриффин Рид
- Бритт Робертсон — Кэрри, сестра Марго
- Мэделин Петш — Клементина, девушка Гриффина
- Уэнди Мэлик — Нэнси, мама Гриффина
- Шерил Хайнс — Джуди, мама Марго и Кэрри
- Льюис Тан — Кип Прескотт, жених Марго
- Фикиле Мтвало — Дана

## Создание и оценки
Проект был анонсирован в апреле 2021 года. Тогда же стало известно, что главную женскую роль получила Эмма Робертс. Две недели спустя к касту присоединился Томас Манн, в мае — Льюис Тан и Анна Акана, в июне — Мэделин Петш. Съёмки начались в Бостоне в июне 2021 года. Режиссёром является Марюс Вайсберг, сценарий написала Тиффани Полсен. Картина вышла в прокат в сентябре 2022 года.
Снимавшиеся в советской картине Лия Ахеджакова и Валентина Талызина негативно отозвались на первые новости о ремейке. В прессе фильм получил смешанные оценки, с уклоном в отрицательные. Критиковали его главным образом за слащавость, обилие банальностей и штампов жанра. О картине писали: «симпатичная, но совершенно проходная комедия» (Лента.ру), «подделка под голливудское романтическое кино» (РБК), «действо собрано из штампов типовых ромкомов» (Валерий Кичин, «Российская газета»), «Сценарий „Иронии судьбы в Голливуде“ мог бы быть сгенерирован нейросетью» (Film.ru).
На сайте-агрегаторе отзывов Rotten Tomatoes фильм получил рейтинг 63 % со средней оценкой 6,8 из 10. Лиза Кеннеди из The New York Times в своей рецензии написала: «В нескольких совпадениях может быть своя прелесть», но фильм «скрипит под тяжестью нагромождения невероятностей».